# Toxeuma subtruncatum
Toxeuma subtruncatum är en stekelart som beskrevs av Graham 1959. Toxeuma subtruncatum ingår i släktet Toxeuma och familjen puppglanssteklar. Arten är reproducerande i Sverige. Inga underarter finns listade i Catalogue of Life.